# Статски съветник (филм)
„Статски съветник“ е филмова адаптация на романа на Борис Акунин от 2005 г. за приключенията на Ераст Петрович Фандорин.

## Сюжет
Във влака, с който от Санкт Петербург до Москва пътува генералът от полицията Храпов, под маската на Ераст Петрович Фандорин прониква терористът Грин, ръководителят на организацията „Бойна група“. Революционерите издават на „царския сатрап“ присъда, която изпълнява Грин, забивайки камата си с надпис „БГ“ в Храпов. За да спаси кариерата си, генерал-губернаторът на Москва, княз Долгорукой нарежда да се открият убийците, като особено разчита на помощта на Ераст Петрович Фандорин, който фактически ръководи всички полицейски сили в Москва. Разследването започва, но скоро от Санкт Петербург идва, княз Пожарски, който поема нещата в свои ръце.
Ераст Петрович предполага, че човек представил се за „Фандорин“, е добре запознат с посещението на Храпов. Поради това, че тази секретна информация е известна на малък кръг от лица, Фандорин реши да провери всеки от тях. След като се идентифицира предателя, Ераст Петрович се надява чрез него да се намери и арестува неуловимата „Бойна група“.
В действителност, „Бойна група“ е доста малка, те са само четирима – Грин и тримата му съучастници. В Москва им помага едно момиче – революционерка с прякор „Игла“. Освен това, Грин непрекъснато се получава странни писма, подписани със „с.Д.Д.“. В тези бележки неизвестният покровител съобщава на Грин всички полицейски капани и дава ценни съвети за това как да се организира по-добре убийството на царските служители. „с.Д.Д.“ никога не е греши!
Докато Фандорин се опитва да намери предателя в редиците на полицията в Москва, княз Пожарски действа чрез други методи. Той успява да вербува един от участниците в „Бойна група“, който е готова да информира полицията за своите другари. Пръстенът около „БГ“ се свива. Но Грин и „Бойна група“ действат въпреки всички заплахи! Революционната партия губи своята тайна каса, и възниква спешна нужда от пари. С помощта на съдържателката на публичен дом Джули, Грин открива „Коз“, опитен престъпник, с който той организира нападение на банков превоз. Парите са откраднати, а Грин успява да се изплъзне!
Фандорин решава да използва себе си като примамка, и да организира в обществената баня капан за членовете на „БГ“. Ераст Петрович и княз Пожарски едва не биват убити от ръцете на революционерите, но успяват да избягат. Но кой е дал на „Бойна група“ тайната информацията за срещата Пожарски и Фандорин, пак не става ясно. Княз Пожарски действа по-успешно. В капана му попада цялата „БГ“, без Грин, който като по чудо успява да избяга. Грин осъзнава, че е обречен, но за последно иска да унищожи предателя, който ги е примамил в засадата на Пожарски. Подозирайки, че това е Джули, Грин я проследява и открива, че тя работи за полицията – или по-скоро, лично за ...
В същото време Фандорин най-накрая осъзнава, че изтичането на информация може да се организира само от един човек. Следейки този човек, Фандорин се оказва в къщата скривалище на Грин. И в тази къща, държейки Джули под дулото на пистолета, Грин обречено очаква на своя могъщ патрон, който идва извикан от нея. Именно този патрон, известен под псевдонима „с.Д.Д.“ Грин иска да погледне в очите и да разберете какво означават инициалите „с.Д.Д.“. И след това – безмилостно да го убие ...

## В ролите
| Актьор              | Роля                                                                                               |
| ------------------- | -------------------------------------------------------------------------------------------------- |
| Олег Меншиков       | Ераст Петрович Фандорин, статски съветник                                                          |
| Никита Михалков     | княз Глеб Пожарски, заместник-директор на Департамента на полицията                                |
| Константин Хабенски | „Грин“, Григорий Гринберг, революционер, водач на „Бойна група“                                    |
| Фьодор Бондарчук    | Петр Бурчински, полковник на полицията в Москва                                                    |
| Михаил Ефремов      | Евстратий Милников, началник на полицейските агенти в Москва                                       |
| Юрий Колоколников   | поручик Смолянинов                                                                                 |
| Мария Миронова      | Джули Ренар, съдържателка на публичен дом                                                          |
| Оксана Фандера      | „Игла“, революционерка, помага на „Бойна група“ в Москва, известна още като графиня Олга Добринска |
| Алексей Горбунов    | „Рахмет“, революционер, член на „Бойна група“, известен още като Николай Селезнев                  |
| Дмитрий Мухамадев   | „Емеля“, революционер, член на „Бойна група“                                                       |
| Кирил Грацински     | „Червенушка“, революционер, най-младият член на „Бойна група“                                      |
| Масами Агава        | Масахиро Сибата, „Маса“, верен слуга на Ераст Петрович Фандорин                                    |
| Владимир Машков     | „Коз“, професионален крадец                                                                        |
| Емилия Спивак       | Есфир Литвинова, дъщеря на еврейски банкер, любовница на Фандорин                                  |
| Александр Стриженов | Великият княз Симеон Александрович Романов                                                         |
| Олег Табаков        | княз Владимир Андреевич Долгорукой, генерал-губернатор на Москва                                   |
| Ростислав Янковски  | генерал Храпов                                                                                     |
| Игор Ясулович       | химик Аронзон                                                                                      |
| Павел Белозеров     | инженер Ларионов, двоен агент и полицейски провокатор                                              |
| Владимир Зайцев     | щабротмистър фон Зайдлиц, началник на охраната на Храпов                                           |
| Владимир Краснов    | Фрол Ведишчев, личен камердинер на княз Долгорукой                                                 |

## Разликите между филма и книгата
- Съобщенията, които получава Грин, в книгата имат подпис „ТГ“, а във филма – „с.Д.Д.“ В книгата Пожарски разшифрова инициалите на Фандорин като „Терпсихора Геликонска“, а на Грин – като „Терциус гауденс“ („третият се радва“ на латински). Във филмът, в първия случай „с.Д.Д.“ това означава „смърт даващата Диана“ („смерть дающая Диана“ на руски), а във втория – „изяще се един друг“ („сожрите друг друга“ на руски).
- Полковник Петр Бурчински, персонаж на Фьодор Бондарчук, е компилация от двама герои в романа, Бурляев и Сверчински. В книгата Сверчински е убит при бомбен взрив в Николаевската гара, а Бурляев – докато се опитва да арестува „Бойна група“. Във филма Бурчински е застрелян след неуспешния опит да се компрометира Пожарски.
- Във филма полковник Бурчински се опитва да компрометира Пожарски, снимайки го с полуголи проститутки, които правят компания на княза в хотелската му стая. В книгата всичко се върти около значително извращение – Бурляев (Бурчински) за целта изпраща на Пожарски някакво „същество“, наречено „Коко“ – мъж, който е едновременно проститутка и хермафродит.
- Във филмът „Рахмет“ хвърля киселина в лицето на инженера Ларионов, а в книгата – смъртоносно ранява предателя с револвер. В книгата се споменава за киселината, която хвърля „Рахмет“, но жертвата не е Ларионов, а събитието е станало преди действието в романа.
- В книгата, идеята да се срещнат в банята принадлежи на Пожарски, докато във филма тази среща предлага Фандорин. В книгата срещата се провежда в шестата кабина на банята, и във филма – в петата, отново при комбинацията от героите Бурляев и Сверчински.
- В книгата, грабежът на каретата е по съвсем различен сценарий: с отвличаща маневра, която да отдели повечето от пазачите, докато във филма всички пазачи, просто са разстреляни.
- Във филма бягащият от банята Фандорин скача облечен на покрива на съседна къща, а след това на земята. В книгата напълно голият Ераст Петрович прави „полета ястреб“, на който го учи японския нинджа. Княз Пожарски бяга от банята през отделението на жените, като в книгата той е гол, и във филма – напълно облечен.
- В романа, във финалната сцена в дома на „Игла“ Джули попречва на Грин да застреля Пожарски, хващайки с ръка оръжието му, а във филма Пожарски отвлича Грин, а след това убива и него, и Джули.

- Значителни разлики в мястото на засадата, където е разбита „Бойна група“:

- във филма се развива действието в ледения лабиринт в парка Нескучни, а в книгата – в парка Брюсов (измислено място);
- във филма, вечерта преди засадата, Фандорин проверява ямата, където той трябва да се крие, но на сутринта тя е покрита с нещо твърдо, в книгата – Пожарски се прави на объркан от коя страна на пейката тя трябва да е;
- във филма Фандорин прави акробатични скок през ледената стена, Червенушка е убит, когато се опитва да избяга от капана, а Грин просто минава през кордона под прикритието на експлозията; в книгата Ераст Петрович се опитва да спаси Червенушка и да го избута до ямата, но поради „грешката“ на Пожарски те остават в снега под огъня, и лежащия до Фандорин Червенушка всъщност го спасява, покривайки тялото му, а Грин се спасява случайно, след като случайно се натъква на прохода, направен за бягството на Фандорин.

- Двете произведения имат принципно различен край – в книгата Фандорин отказва да служи при Симеон Александрович и завинаги напуска държавната служба, а във филма Ераст Петрович, след като отказва все пак се връща и приема предложението на Великия княз.